# Ауакатлан (муниципалитет, Наярит)
Ауакатлан (исп. Ahuacatlán) — муниципалитет в Мексике, штат Наярит, с административным центром в одноимённом городе. Численность населения, по данным переписи 2010 года, составила 15 229 человек.

## Общие сведения
Название Ahuacatlán с языка науатль можно перевести как: место, где много авокадо.
Площадь муниципалитета равна 466,6 км², что составляет 1,7 % от территории штата. Он граничит с другими муниципалитетами Наярита: на севере с Санта-Мария-дель-Оро и Хала, на востоке с Истлан-дель-Рио, на юге с Аматлан-де-Каньясом, и на западе с Сан-Педро-Лагунильясом. Также Ауакатлан на юго-западе граничит с другим штатом Мексики — Халиско.

## Учреждение и состав
Муниципалитет был образован в 1918 году, в его состав входят 43 населённых пункта, самые крупные из которых:
| Населённый пункт                   | Численность населения (2005 год) | Численность населения (2010 год) |
| Всего                              | 14 114                           | 15 229                           |
| Ауакатлан (Административный центр) | 6430                             | 6754                             |
| Усета                              | 1578                             | 1704                             |
| Санта-Исабель                      | 1062                             | 1174                             |
| Тетитлан                           | 920                              | 1003                             |
| Ериберто-Хара                      | 820                              | 849                              |
| Маркесадо                          | 762                              | 747                              |
| Валье-Верде                        | 667                              | 667                              |
| Санте-Крус-де-Камотлан             | 551                              | 560                              |
| Соатлан                            | 268                              | 441                              |

## Экономическая деятельность
Работоспособное население занято по секторам экономики в следующих пропорциях:

### Сельское хозяйство и скотоводство — 20,5 %
- Основными выращиваемыми культурами являются: сахарный тростник, кукуруза, агава, картофель, фасоль, перец овощной, сорго и арахис. Среди культивируемых плодовых культур — авокадо, манго, апельсин, персик, лимон, лайм.
- Скотоводство представлено крупным рогатым скотом, свиньями, лошадьми, овцами и козами. Большое количество птицефабрик и пасек.

### Производство и строительство — 24,6 %
- Лесозаготовка сосны — одна из основных видов деятельности в муниципалитете.
- Производство представлено предприятиями по изготовлению текилы, сахара, мясной продукции, столярных и кожевенных изделий.
- Производится горнодобыча таких минералов, как золото, серебро, свинец, цинк и медь.

### Торговля, сферы услуг итуризма— 54,8 %
- В муниципалитете много торговых предприятий, банков и других сервисов.

## Инфраструктура
По статистическим данным 2005 года, инфраструктура развита следующим образом:
- протяжённость дорог: 104,1 км;
- электрификация: 96,5 %;
- водоснабжение: 96,7 %;
- водоотведение: 82,5 %.

## Туризм
В муниципалитете можно посетить:
Архитектурные достопримечательности: церковь Святого Франсиска Ассизского, построенную в XVII веке, а также здание администрации муниципалитета.
Курортные места:
- Водолечебница Лас-Тинахас, в 2 км от Санта-Исабель;
- Водолечебница Акатике с сернистыми источниками, в 4,5 км от Валье-Верде.

Природные достопримечательности: возле поселения Маркесадо, можно побродить по застывшей лаве вулкана Эль-Себоруко.